# Trichoniscus corniculatus
Trichoniscus corniculatus är en kräftdjursart som beskrevs av Karl Wilhelm Verhoeff 1926B. Trichoniscus corniculatus ingår i släktet Trichoniscus och familjen Trichoniscidae. Inga underarter finns listade i Catalogue of Life.